# 降魔霊符伝イヅナ
『降魔霊符伝イヅナ』（ごうまれいふでんイヅナ、英題：Izuna: Legend of the Unemployed Ninja）は、ニンジャスタジオが開発し2006年6月8日にサクセスから発売されたニンテンドーDS用ローグライクゲーム。キャラクターデザインは吉田音が担当している。アメリカでは2007年2月20日、ヨーロッパでは2007年10月12日に発売された。
本作の続編である『降魔霊符伝イヅナ 弐』が2007年11月29日に発売された。

## システム
基本的なゲームシステムは同ジャンルの「不思議のダンジョン」シリーズとほぼ共通である。以下に異なる点を記す。
- 満腹度の代わりにSPというものがある。なお、SPが減ると共にイヅナの攻撃力が下がるがSP0になってもゲームオーバーにはならない。
- ダンジョン内で倒されてもレベルは継続される。
- 1つの階層にて出現する敵の数が決められている。

尚、「霊符」や「飛び道具」などの一部のアイテムについては、NINJA STUDIOの携帯電話用ローグライクゲーム封神霊符シリーズからそのまま受継いでいるものがある。

## 霊符
全20種類。本作の最大の特徴であり、ゲーム攻略の鍵となっている。
使う・投げる
霊符にはそれぞれ異なる能力が備わっておりSPを消費して効果を発揮する。また、帰還の霊符のように敵に投げつける事で本来の用途とは別の使い方が可能な霊符もある。
貼る
霊符を貼り付けて武具に特殊能力を付加させる。ただし、貼り付けた霊符の合計霊力が武具の許容霊力を超えると破損しやすくなる。

## ストーリー
経済的な事情により隠れ里から追放されたイヅナたちは放浪の末、とある村へ辿り着く。温かく迎えてくれる村の住人たち。しかし、神社でイヅナが水晶玉を手にしてから奇怪な現象が起こり始めた…。

## 登場人物

### メインキャラクター
イヅナ
声 - 世戸さおり
本作の主人公であるくノ一。基本的な性格としては表情豊かで純粋ではあるのだが、怠け癖やわがままといったダメな点を複数持つ。
シノ
イヅナの姉的な存在のくノ一。過去に妹と生き別れており、妹とイヅナの姿を重ねている節がある。
ゲンアン
声 - 伊丸岡篤
忍者の長でもともとは城の城主に仕えていた身であったが、忍者の必要性がなくなった城主からリストラされる。イヅナの育て親。
ミツモト
黒装束で身を固めた忍者。あまり存在感が無いことが特徴。

### 荒神
シュウチ
声 - ふくまつ進紗
蛇の抜け穴に潜む地の神。武芸に秀で、武士道を重んじる生真面目な性格の持ち主。
フウカ
声 - 小野涼子
風の回廊に潜む風の神。優しく上品で穏やかな女神だが怒らせるととても怖い。
カゲン
声 - ふくまつ進紗
灼岩窟に潜む火の神。単純思考の熱血漢。
スイレン
声 - 椿理紗
常冬の洞窟に潜む水の神。幼い外見だが大人ぶった態度をとる。カゲンが少々苦手。
ウツホ
声 - 伊丸岡篤
是空道に潜む空の神。冷めた態度を取るが思慮深く優しい。女性のような顔立ちをしているが男性である。
タクシキ
声 - 櫛田泰道
神の迷牢に潜む識の神。村の筆頭守り神であり、六神の長。

## 関連グッズ
- 吉田音アートワークス
  - サクセス商店での予約購入者に配られたラフ画集。内容の一部は公式ホームページで閲覧できる。
- 降魔霊符伝イヅナ限定音盤
  - ゲーム購入者に抽選でプレゼントされたオリジナルサウンドトラック。全23曲。60分56秒。
- 降魔霊符伝イヅナ オフィシャルアートワークス 
  - 本作と弐のイラストやラフスケッチを収録したファンブック。
- イヅにゃ!?
- イヅにゃ!?弐